# مجلة أخبار البيئة
مجلة أخبار البيئة مجلة إلكترونية منشورة على الإنترنت تهتم بأخبار وشؤون البيئة والتنمية وتضم أخباراً يومية ومقالات مختارة من وسائل الإعلام، ودراسات وقضايا تتعلق بالتغيرات المناخية والتقنيات الخضراء (الصديقة للبيئة) والطاقات المتجددة، وترصد نشاطات الجمعيات الأهلية والمؤسسات الحكومية العاملة على حماية البيئة، كما تسعى لتقديم مواد تعليمية تفاعلية لرفع الوعي لدى الجمهور بأهمية البيئة كوسط يجب المحافظة عليه وحمايته من الكوارث.

## تاريخ التأسيس
تأسس الموقع في 7 أبريل 2011.

## الجوائز
الموقع حائز على جائزة الشيخ سالم العلي الصباح للمعلوماتية عام 2011 وذلك في مجال الإعلام ومحور أفضل مشروع إعلامي